# Kraans de Lutin

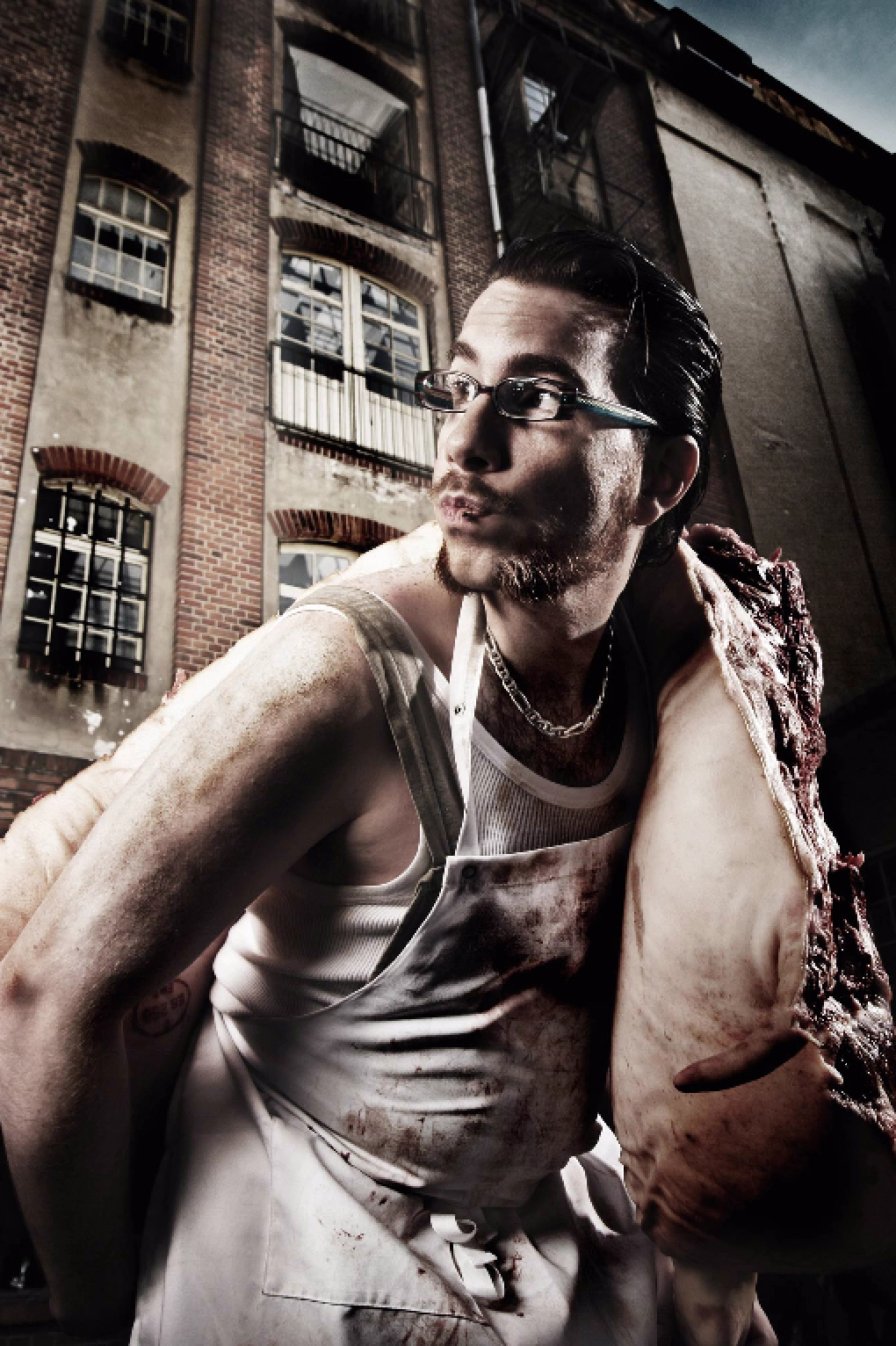
Kraans de Lutin (2012)

Kraans de Lutin (* 1975) ist ein in Berlin lebender Musikproduzent.

## Leben
Seine musikalischen Anfänge machte er in einem Freundeskreis im sauerländischen Menden mit dem Kollektiv „Westkurve“, von dem einige Mitglieder Anfang bis Mitte der 1990er Jahre peu à peu nach Hamburg zogen und zu denen die Hip-Hop-Künstler Dendemann (Eins Zwo), Dabrutack und Nico Suave gehörten. Von Bremen aus, wo Kraans inzwischen in FlowinImmOs „Freakcave“ arbeitete, belieferte er seine Freunde mit Sound, bevor er nach Berlin zog.
Bei seiner Produktion der EP Revolution (2002) von Mellow Mark für Warner Music stellte Kraans zum ersten Mal die für ihn typische Mixtur aus HipHop-Einflüssen, organischen Bandsounds und detailreichen Arrangements einem größeren Publikum vor.
Gemeinsam mit Vicente „Don“ Celi betreibt er in Berlin/Kreuzberg die Phlexton-Studios. Zunächst produzierte er Hip-Hop-Beats, später Reggae und Soundtracks. Mit der Zeit erweiterte er jedoch sein musikalisches Einsatzgebiet und produziert nun ebenfalls in anderen Genres.
De Lutin arbeitete mit zahlreichen Musikern aus den Bereichen Pop, Soul, Hip-Hop und Reggae. Er arbeitete, schrieb und produzierte u. a. für Künstler wie Shaggy, Tim Bendzko, Culcha Candela, Afrika Bambaata und Seeed. Seit 2004 erlangten vor allem die Alben und Singles von Culcha Candela, Mellow Mark, Martin Jondo, dem Berliner P.R. Kantate sowie der komplette von de Lutin stammende Score für den Film „Goldene Zeiten“ (2006) von Peter Thorwarth Bekanntheit. Ein Projekt, das Kraans nicht nur initiierte und produzierte, sondern in dem er auch festes Bandmitglied war, nannte sich Tiger Hifi, ein Live-Dub-Projekt, in dem de Lutin den Part des Dubbens übernahm. Aktuelle Acts, für die er schreibt und/oder produziert, sind u. a. Rotfront, Flo Mega, Jakub Ondra und MC Fitti.

## Diskographie (Auszüge)
- R3hab & Timmy Trumpet - 911 (2020)
- Laniia - Fireflies (2020)[1]
- Rompasso - Satellites (2020)
- Jebroer - Weltuntergang Hymnen (2020)
- Tujamo - One Million (2020)
- KSHMR - Over & Out (2020)
- Timmy Trumpet feat Charlott Boss - Dumb (2020)
- Zweikanalton - Ey Katharina (2020)
- Le Shuuk - Sandmann (2020)
- Timmy Trumpet - Therapy (2019)
- Alina - Berlin (2019)
- Harris & Ford – Freitag Samstag feat. Finch Asozial (2019)
- Dayo - Mockingbirds fest. Ruuth (2019)
- Flo Mega – Bäms (2019)
- Jaysus – Genesis (2018)
- Kerstin Ott – Regenbogenfarben (2018; u. a. der Titelsong Regenbogenfarben)
- Otto Normal -Wieder wir (2018)
- Lea – Leiser (2017)
- Gestört aber Geil – #Zwei (2017)
- MC Fitti – Bumm Diggi (Fritt Commercial) (2017)
- Laurenz – Liebe auf Repeat (2017)
- Jakub Ondra – Old Town Square (2017)
- Otto Normal – Next Level / zum Kinofilm Offline (2017)
- Giraffenaffen Gang – Nö mit Ö (2016)
- Stereoact – Der Himmel reißt auf (2016)
- POL1z1STENSoHN – Ich hab Polizei (DJ Mugzee RMX) (2015)
- Flinte – Liebe ist ein Arschloch (2015)
- Dazzle – Schlechter Einfluss (V2015)
- BRKN – Yeah Bitch Yeah (2015)
- Various Artists – Giraffenaffen 3 (2014)
- MC Fitti – Peace (2014)
- Chakuza – Exit (2014)
- Nicht mein Tag – Original Soundtrack (Kinofilm) (2014)
- Flo Mega – Mann über Bord (2014)
- Various Artists – Giraffenaffen (2012)
- Seeed – Seed (VÖ: 28. September 2012)
- Jahcoustix feat. Shaggy – World Citizen (2012)
- Culcha Candela – Fläträte (2011)
- Flo Mega – Die wirklich wahren Dinge (2011)
- Keule – Schnauze (2011)
- Sido – Dadada (2010)
- Iries Révoltés: Mouvement mondiale (2010)
- Keule – Ich hab Dich gestern Nachta auf Youporn gesehen (2010)
- Culcha Candela – Schöne neue Welt (LP) (2009)
- Rotfront – Emigranski Raggamuffin (2009)
- Culcha Candela – Ey DJ! (Single) (2007)
- Tiger Hifi – Tiger Hifi (LP) (2007)
- Culcha Candela – Culcha Candela (LP) (2007)
- Boundzound – Louder (Tiger Hifi Dub) (2007)
- Juli – Dieses Leben (Tiger Hifi Dub) (2006)
- Martin Jondo: Echo & Smoke (VÖ: 30. Juni 2006)
- Kraans de Lutin: Goldene Zeiten – Original Soundtrack (2006)
- Martin Jondo: Rainbow Warrior EP (2005)
- Mellow Mark: Sturm (2003)
- P.R. Kantate: Ring ding Ding (Görli, Görli Single,  2003)